# خرس آبی
خرس آبی یا خوکچه خزه‌ای (نام علمی: Tardigrada) جانور آبزی کوچکی با هشت پا است که به عنوان گونه‌ای از پیچیده‌ترین جانوران شدیددوست (extremophiles)شناخته شده‌است. این جانور یک شاخه از پوست‌اندازان است که کندرو تباران (به انگلیسی: Tardigrade) نیز خوانده می‌شود.
کندرو تباران شاخه‌ای از سلسلهٔ جانوران است با گونه‌های خرد جثه و با طول کمتر از نیم میلی‌متر که ویژگی آن‌ها اتصال لَپ‌ های پیشامغز به نخستین گره شکمی (abdominal ganglia) است؛ این جانوران چهار جفت پای شکمی دارند که به چنگال یا پنجه ختم می‌شود و بدنشان بندهای سطحی و پوستک غیر کیتینی دارد.
درازای بزرگ‌ترین کندرو تبار از ۱٫۵ میلی‌متر بیشتر نمی‌شود و بسیاری از آن‌ها روزهای خود را سرگرم خوردن جلبک‌ها و باکتری‌ها و شنا کردن در چکه‌های آب خزه گلسنگ‌ها هستند و برای همین تنه برخی از آنها شفاف است. آن‌ها می‌توانند در دمای ۲۷۳- و ۱۵۱ درجهٔ سانتی‌گراد زنده بمانند و می‌توانند تا سال‌ها بی غذا و آب به سر ببرند. این جانوران همچنین می‌توانند در برابر فشاری بیش از فشار ژرف‌ترین اقیانوس‌ها تاب بیاورند یا در محیط خلأ بیرون از جو زمین زنده بمانند. همچنین در دمای جوش اسید نیز به زندگی ادامه داده‌اند.
چشمگیرترین نکته دربارهٔ این جانور توانایی سازگاری در هر زیستگاهی با هر اندازه از خشکی یا نم است و در جاهایی مانند استوا، هیمالیا و … هم دیده شده‌اند. اندازه بیشتر آن‌ها از ۰٫۳ تا ۰٫۵ میلی‌متر و بزرگ‌ترین آن‌ها به کمتر از ۱٫۵ میلی‌متر می‌رسد و سرعت حرکت‌شان نیز آنقدر کند است که به «جانور کُندرو» یا تنبل معروف هستند.
خرس‌های آبی می‌توانند در برابر دمایی از صفر مطلق (صفر کلوین) تا دمای نقطه جوش آب را ایستادگی کنند. خرس‌های آبی می‌توانند در برابر پرتو خورشیدی، پرتو گاما یا پرتو یونی - به میزانی چند صد برابر آنچه که برای یک انسان کشنده است، زنده بمانند., و به همین دلیل نیز آنهارا شدید دوست(مقاوم به شرایط سخت)مینامند.

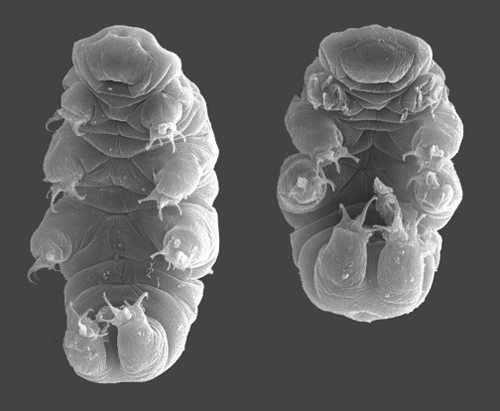

خرس‌های آبی می‌توانند بدون آب و غذا مدت‌های مدید (در حدود ده سال) زندگی کنند، تا حدی که میزان آب بدنشان به ۳ درصد برسد. تاردیگریدها بسیار بادوام و ماندگارند. این موجود در سال ۲۰۰۷، به همراه فضانوردان به فضا برده شد و در ۱۰ روز در خلأ مورد آزمایش قرار گرفت و زنده ماند و سپس به زمین بازگردانده شد.

### طول یک خرس آبی بالغ - زمانی که به‌طور کامل رشد کرده - به یک میلی‌متر می‌رسد. خرس‌های آبی به‌طور معمول چهار جفت پا دارند که هر پا چهار تا هشت پنجه دارد.که یعنی به طور کلی دارای 32 تا 64 پنجه هستند.
این جانوران در خزه‌ها و گلسنگها زندگی می‌کنند که با میکروسکوپ‌های معمولی هم قابل رویت هستند.
اولین خرس‌های آبی در سال ۱۷۷۳ توسط زیست‌شناس Johann August Ephraim Goeze کشف شد. از سال ۱۷۷۸ تا کنون بیش از ۵۰۰ گونه جدید خرس آبی یافت شده‌است. (به آلمانی: Johann August Ephraim Goeze) برای اولین بار این موجود کوچک را (به آلمانی: kleiner Wasserbär) نام‌گذاری کرد که در کشور آلمان، به خرس کوچک آبی مشهور است. نام (به انگلیسی: Tardigrade) به معنی «کندرو» بوده و در سال ۱۷۷۳ توسط لازارو اسپالانزانی (به ایتالیایی: Lazzaro Spallanzani) نام‌گذاری شد
این گونهٔ زیستی به مرور زمان، توانایی تحمل شرایط خطرناک و آسیب‌رسان را به دست آورد. این جانوران بر اثر تکامل، از یک پروتئین محافظتی عجیب بهره‌مند شدند که از DNA آنها در مقابل اثرات مخرب امواج رادیواکتیو محافظت می‌کند. این پروتئین ظاهراً به‌طور فیزیکی به DNA می‌چسبد و بدون اینکه در عملکردهای عادی آن اختلال ایجاد کند، از آن محافظت می‌کند.
«تاکه‌کازو کونیدا» از دانشگاه توکیو می‌گوید: «ما حدس می‌زنیم که این پروتئین با DNA پیوند می‌زند تا در مقابل فشارهای محیطی یک سپر ایجاد کند، به این ترتیب، عوامل آسیب‌زا نمی‌توانند به DNA دسترسی داشته باشند.»
تاکه‌کازو و همکارانش این پروتئین را پس از تعیین توالی ژنوم یکی از مقاوم‌ترین گونه‌های خرس آبی کشف کردند. در کمال تعجب آنها، این پروتئین از سلول‌های کلیه انسان هم در مقابل آسیب ناشی از تشعشعات محافظت می‌کند. محققان در آزمایشگاه سلول‌های کلیه انسان را مهندسی ژنتیک کردند تا خودشان پروتئین مورد نظر را بسازند.
تاکه‌کازو می‌گوید انتقال ژن پروتئین محافظ به جانوران، می‌تواند مقاومت آنها را در مقابل آسیب‌های ناشی از تشعشعات افزایش دهد.
استفاده از این تکنیک در آینده‌های دوردست، می‌تواند از سلول‌های سالم انسان در مقابل دوره‌های شیمی‌درمانی سرطان و پرتوهای کیهانی محافظت کند. تاکه‌کازو می‌گوید: «این تکنیک در آینده‌های دور می‌تواند برای پروازهای فضایی و پرتودرمانی مفید باشد.»
تاکه‌کازو با کاوش در ژنوم خرس آبی همچنین پی برد که این جانور در مقایسه با دیگر جانوران کپی‌های بیشتری از ژن‌های محافظتی دارد. آنها ۴ کپی از ژن MRE11 را دارند که DNA را ترمیم می‌کند. در جانوران دیگر تنها یک کپی از این ژن یافت می‌شود.